# Dekanat szadkowski
Dekanat szadkowski – jeden z 33 dekanatów rzymskokatolickiej diecezji włocławskiej.
W skład dekanatu wchodzą następujące parafie:
- parafia Wniebowzięcia Najświętszej Maryi Panny i św. Jakuba Apostoła w Szadku
- parafia św. Stanisława Biskupa i Męczennika w Drużbinie
- parafia św. Andrzeja Apostoła w Małyniu
- parafia św. Wawrzyńca w Rossoszycy
- parafia św. Mikołaja Biskupa w Wierzchach
- parafia św. Małgorzaty w Zadzimiu
- parafia św. Rocha w Zygrach

Dziekan dekanatu szadkowskiego
- ks. kan. Maciej Korczyński – proboszcz parafii w Szadku

Wicedziekan
- ks. Juliusz  Mieczyński - proboszcz parafii w Zadzimiu